# Gare de Harlington
La gare de Harlington est située à l'ouest de Harlington dans la région du Bedfordshire en Angleterre.
La gare est mise en service en 1868.
La station est située sur la Midland Main Line et géré par Thameslink.

## Histoire
Il a été construit par le Midlaind Railway en 1868 sur son extension à St-Pancras. L'intention initiale était de l'appeler "Harlington pour Toddington".
Les bâtiments de la gare existent encore et ont été soigneusement restaurées au début des années 1980.

## Situation ferroviaire
La gare est établie à 95 mètres d'altitude sur la Ligne principale des Midlands (en) entre les gares de Flitwick et Leagrave.

## Services
La gare de Harlington dispose des équipements suivants :
- 1 salle d'attente
- 1 cabine téléphonique
- Des toilettes
- Un parking de 120 places

La gare dessert les villages de Barton-le-Clay, Toddington et Westoning.
Il est dans la même zone que la gare de Flitwick.

## Desserte
Les trains vont au nord de Bedford, au sud de Londres, à l'aéroport de Gatwick et à Brighton.
Le service typique de la gare pendant les heures creuses :
- 4 trains par heure à Bedford
- 4 trains par heure à Brighton via Leagrave, Luton, Luton Airport Parkway, Harpenden, St Albans, Londres et l'aéroport de Gatwick.

## Horaires d'ouverture de la billetterie
En janvier 2009, First Capital Connect a annoncé que la billetterie à la gare de Harlington ouvrirait pour seulement quatre heures par jour,.